# Ophthalmikum
Ein Ophthalmikum (von altgriechisch ὀφθαλμός ophthalmos, deutsch ‚Auge‘) ist ein zur Anwendung am Auge bestimmtes Arzneimittel. Per Definition sind Ophthalmika „Arzneistoffe und Zubereitungen zur lokalen oder systemischen Behandlung von Augenkrankheiten, wobei die lokale Applikation der systemischen vorzuziehen ist“. Alternativ wird auch die Bezeichnung Augenarzneimittel verwendet.
Das Europäische Arzneibuch definiert Ophthalmika wie folgt: „Zubereitungen zur Anwendung am Auge sind sterile, flüssige, halbfeste oder feste Zubereitungen, die zur Verabreichung auf den Augapfel und/oder zur Anwendung an der Bindehaut oder zum Einbringen in den Bindehautsack bestimmt sind“. Dabei unterscheidet das Europäische Arzneibuch zwischen Augentropfen, Augenbädern, Pulvern für Augentropfen und Pulvern für Augenbäder, halbfesten Zubereitungen zur Anwendung am Auge und Augeninserten als Darreichungsformen.
Ophthalmika können sowohl zu diagnostischen als auch therapeutischen Zwecken eingesetzt werden. Dabei ist meist die Absicht, eine lokale Wirkung zu erzielen. Systemische Nebenwirkungen können unter anderem durch die Applikation von beispielsweise Parasympathomimetika hervorgerufen werden. Diese würden zu einer kardiovaskulären Störung führen.
Da das Auge ein empfindliches Organ darstellt, haben alle Zubereitungen zur Anwendung am Auge besondere physikalische und mikrobiologische (Sterilität) Anforderungen zu erfüllen, welche durch geeignete Prüfungen zu überprüfen sind. Nach § 55 des Arzneimittelgesetzes (AMG) ist das Arzneibuch, bestehend aus Europäischem, Deutschem und Homöopathischem Arzneibuch, hinsichtlich der Beurteilung von „Qualität, Prüfung, Lagerung, Abgabe und Bezeichnung von Arzneimitteln und den bei ihrer Herstellung verwendeten Stoffen“ heranzuziehen.

## Wirkstoffgruppen in der Ophthalmologie
- Mydriatika (pupillenerweiternde Pharmaka)
- Miotika (pupillenverengende Pharmaka)
- Cycloplegica reduzieren die Akkommodation
- Antiinfektiva wie Antibiotika und Virustatika
- Lokalanästhetika
- Enzyme
- Farbstoffe zur diagnostischen Zwecken
- Antiphlogistika
- Komplexbildner und Antidota
- Vegetative Pharmaka
- Vitamine
- Adstringentien und Ätzmittel
- Antiallergika

## Geschichte
Ophthalmika wurden schon im 16. Jahrhundert vor Christus hergestellt und für Erkrankungen am Auge angewendet. Eines der ältesten und bekanntesten Schriftstücke über Krankheiten und medizinische Behandlungen dieser Zeit ist das Papyrus Ebers (1550 v. Chr.) In diesem wird auf eine schwarze Augenschminke verwiesen, welche sowohl der Pflege als auch der Dekoration der Augen dienen konnte. Sie bestand aus einem Gemisch von Stibnit (Antimon(III)-sulfid) und Fett. Die Zubereitung ist ebenfalls im alten Testament zu finden, wo sie als „Puk“ bezeichnet wird.
Im 5. Jahrhundert vor Christus benutzten die Griechen eine Arzneiform mit dem Namen „Kollyrion“ (Collyrium, Kollyrium, woraus mittellateinisch Collirium entstand). Es handelte sich bei diesen Kollyrien um längliche, walzenförmige kleine „Brote“ oder Zäpfchen. Die Wirkstoffe, damals üblicherweise Mineralien und Drogen, wurden zerkleinert, mit Wasser angerieben und mit Harz oder Gummi vermengt, sodass eine teigartige Masse entstand. Nachdem sie länglich geformt wurde, konnte sie direkt benutzt oder für einen späteren Zeitpunkt getrocknet (und oft mit einem Stempelaufdruck mit Angabe der Zusammensetzung und der Indikation) aufbewahrt werden. Die fertige Masse konnte direkt am Auge, ähnlich wie eine Salbe, angewendet werden.
Als Sief bezeichnete man pastillen- oder zäpfchenförmige Augenarzneien, die zum Gebrauch als Collyria in Wasser gelöst wurden und einen meist mineralischen Zusatz wie Aes ustum, Stibium, Tutia oder auch Opium enthielten. Neben der Applikation am Auge dienten Kollyria zur Behandlung von Erkrankungen in Körperhöhlen, Harnröhre, Gehörgang, Nasenhöhle sowie am After. Nach dem Mittel wurden sämtliche Augenpräparate wie Pulver, Salben und Flüssigkeiten diesem Begriff untergeordnet. Bis zum 19. Jahrhundert wurde dieser Begriff benutzt (im 20. Jahrhundert war Collyrium bzw. Kollyrium synonym mit „Augenwasser“), bezeichnete im 20. Jahrhundert dann und erst in der heutigen Zeit von spezifizierenden Begriffen ersetzt (Augentropfen Oculoguttae, Augenbäder Oculobalnea, Augensalben Unguenta ophthalmica).
In der heutigen Zeit werden die Formulierungen von Augenarzneien durch den wissenschaftlichen Fortschritt hinsichtlich der anatomischen und physiologischen Gegebenheiten des Auges in Hinblick auf Tonizität, pH-Wert und Teilchengröße an das Auge angepasst.

## Systematik der Ophthalmika
Es können verschiedene Darreichungsformen und Systeme bei den Ophthalmika verwendet werden. Je nach Literatur kann sich die systematische Einteilung ändern. Hier ist eine Liste der Darreichungsformen, welche für das Auge angewendet werden können.
- Augenbäder (Balnea ophthalmica): Wässrige Lösungen in geeigneten Behältnissen um das Auge baden zu können (siehe z. B. Augenbadewanne)
- Halbfeste Zubereitungen (Unguenta opthalmica): sterile Salben, Cremes und Gele mit geeigneter Teilchengröße und Stabilität
- Augensprays („Aerosole“): zum Sprühen von Aerosolen in geeigneten Behältnissen (Druckbehältnissen)
- Augentropfen (Oculoguttae): wässrige/ölige Lösungen, Emulsionen und Suspensionen die auf die Hornhaut oder in den Bindehautsack getropft werden
- Augenwässer (Collyria): wässrige Lösungen die zum Spülen oder Tränken von Augenkompressen bestimmt sind
- Inserte sind fest oder halbfest, wobei der Wirkstoff in einer Matrix eingebettet oder durch eine Membran abgrenzt sein kann und in den Bindehautsack eingebracht wird
- Lamellen: flache Plättchen auf Gelatinebasis, die in den Bindehautsack eingebracht werden
- Kontaktlinsen und Pflegemittel: Schmier-, Reinigungs-, Desinfektionsmittel für Kontakt- oder Haftlinsen

## Eigenschaften physiologischer Tränenflüssigkeit
| Eigenschaften             | Werte              |
| ------------------------- | ------------------ |
| Brechungsindex            | 1,336–1,357        |
| Relative Dichte           | 1,004–1,005        |
| Gefrierpunktsdepression   | −0,55 bis −0,64 °C |
| Elektrische Leitfähigkeit | 0,5*10−5 ohm       |
| Oberflächenspannung       | 40–50 dyn/cm       |
| Osmolalität               | 310–334 mmol/kg    |
| pH-Wert                   | 7,1–7,6            |
| Temperatur                | 30–35 °C           |
| Viskosität                | 1,3–5,9 mPa*s      |

## Anforderungen

### Allgemeine Anforderungen

#### Sterilität
Alle Ophthalmika müssen steril sein und nach dem Europäischen Arzneibuch der „Prüfung auf Sterilität“ (Ph. Eur. 2.6.1) entsprechen.

#### Konservierungsmittel
Laut Arzneibuch werden alle wässrigen Augentropfen und Augenbäder in Mehrdosenbehältnissen konserviert. Ausgeschlossen können Einzeldosisbehältnisse und Mehrdosenbehältnisse, die eine Kontamination nach Anbruch verhindern sein; Zubereitungen, die bei chirurgischen Eingriffen und Erste-Hilfe-Maßnahmen angewendet werden, dürfen nicht konserviert sein. Das Arzneibuch stellt an Konservierungsmittel die Anforderung der Kompatibilität mit den weiteren Inhaltsstoffen und eine genügende Wirksamkeit über die Dauer der Anwendung.
Übliche Konservierungsmittel sind:
- Alkohole
  - Benzalkoniumchlorid
    - Konzentration: 0,001–0,02 %
    - Verträglichkeit: bis 0,01 %, auch bei längerer Anwendungszeit
    - Nach Konzentration bakterizid oder bakteriostatisch

  - Chlorobutanol
    - Konzentration: 0,2–0,5 %
    - Verträglichkeit: unter 0,5 %, ansonsten eine schädigende Wirkung auf die Hornhaut
    - zusätzliche lokalanästhetische Wirkung

  - 2-Phenylethylalkohol
    - Konzentration: 0,5–0,6 %
    - Verträglichkeit: ab 0,6 % mögliche Irritationen zu beobachten
- Carbonsäuren
  - p-Hydroxybenzoesäure
- Quartäre Ammoniumverbindungen
  - Benzalkoniumchlorid
- Organo-Quecksilberverbindungen
  - Phenylquecksilberacetat/-nitrat/-borat
    - Konzentration: 0,002 %

  - Thiomersal
    - Konzentration: 0,01–0,02 %
- Chlorhexidin
  - Konzentration: 0,1–0,2 %
- Polymyxin-B-sulfat
- Phenoxyethanol
  - Konzentration: 1–2 %

Es werden grundsätzlich geringe Konzentrationen von etwa 0,001–2 % verwendet. Zusätzlich schreibt das Arzneibuch die „Prüfung auf ausreichende Konservierung“ (Ph. Eur. 5.1.3).

#### Teilchengröße
Die Teilchengröße spielt eine Rolle bei Augentropfen-Suspensionen und bei halbfesten Zubereitungen. Die Prüfung kann zum Beispiel unter einem Mikroskop erfolgen. Dabei wird eine Fläche ausgestrichener Zubereitung ausgezählt, die 10 μg festem Wirkstoff entspricht. Es dürfen bei der Zählung höchstens 20 Teilchen größer als 25 μm, höchstens 2 Teilchen größer als 50 μm und kein Teilchen über 90 μm sein.

### Wässrige Augentropfen
Quelle des Artikels Dolder, Skinner:

#### Konzentration
Die pharmakologische Wirkung und die Penetration eines Wirkstoffes in das Kammerwasser ist abhängig von seiner Konzentration. Beeinflusst wird diese durch die Tränenflüssigkeit und der applizierten Tropfengröße. Die Tränenflüssigkeit beträgt bei gesundem und ungereiztem Auge weniger als 0,01 ml. Die applizierte Tropfengröße liegt bei 0,05 bis 0,075 ml. Damit wird die Konzentration des Wirkstoffes in dem Tropfen nur leicht erniedrigt. Ein Problem stellt der Abtransport von größeren Flüssigkeitsvolumina dar. Daher wird in manchen Fachliteraturen behauptet, dass die übliche Tropfengröße von 0,05 bis 0,075 zu groß sei.

#### Tonizität
Augentropfen müssen nicht isoton sein, aber so hergestellt werden, dass keine Reizung oder eine physiologische Beeinträchtigung des Auges hervorgerufen wird. 1958 hat Trolle-Lassen herausgefunden, dass eine 0,7 bis 1,4 % Natriumchloridlösung als schmerzfrei empfunden wird. Das ist ein Bereich von 240 bis 480 mosmol/l. Ferner wurde festgestellt, dass hypotone Zubereitungen weniger schädigend sind und die Permeabilität des Wirkstoffes am unverletzten Auge nicht verändern. Bei einem entzündeten Auge wird der Bereich, welcher schmerzfrei empfunden wird, enger. Mögliche Hilfsmittel zur Einstellung der Tonizität sind Natriumchlorid, Kaliumnitrat, Borsäure, Glucose, Mannitol und weitere. Um die Menge auszurechnen, die in eine Zubereitung gegeben werden muss, um sie zu isotonisieren, kann durch Nomogramme, die Natriumchlorid-Äquivalenzmethode, Isotonisierung nach DAC oder das Roult‘sche Gesetz ermittelt werden.

#### pH-Wert
Der pH-Wert ist einer der Parameter, der die Verträglichkeit, pharmakologische Wirkung, Stabilität und Löslichkeit einer Arzneiform beeinflusst. Dabei wird ein pH-Bereich von 7 bis 9 als reizlos empfunden und der Bereich von 5 bis 10 als schmerzfrei. Diese Bereiche zeigen keine drastische Steigerung des Tränenflusses. Innerhalb des schmerzfreien Bereiches kann die Zubereitung gepuffert werden. Verwendung finden hier Natriumacetat/Borsäure-, Phosphat- und Acetatpuffer. Die Einstellung des pH-Wertes kann auch durch Natronlauge oder Salzsäure erfolgen.

#### Viskosität
Die Viskosität ist für die gleichmäßige Verteilung der Zubereitung am Auge wichtig. Lidspasmen und der Tränenfluss transportieren alle Bestandteile in Richtung der Tränenkanäle ab, sodass die Verweildauer des Wirkstoffes vermindert wird. Viskositätserhöhende Substanzen wie Methylcellulose oder Polyvinylalkohol verlängern die Verweildauer und ermöglichen eine bessere Therapie am Auge. Des Weiteren verbessern viskositätserhöhende Substanzen die Filmbildung und Haftigkeit der Zubereitung und verringern die Reizempfindung. Eine Viskosität im Bereich von 10 bis 25 mPa*s wird als vorteilhaft angesehen. Bei Erhöhung der Viskosität muss besonders darauf geachtet werden, dass der Brechungsindex der Tränenflüssigkeit von 1,366 bis 1,377 eingehalten wird und bei niedrig konzentrierte Konservierungsmitteln die Wirksamkeit gewährleistet ist.

## Darreichungsformen und deren Anwendung
Wässrige Augentropfen
Wässrige Augentropfen sind die am häufigsten verwendete Darreichungsform unter den Ophthalmika. Sie besitzen eine kurze Wirkdauer und zeigen üblicherweise keine Sichtbehinderung.
Ölige Augentropfen
Ölige Augentropfen werden im Gegensatz zu den wässrigen seltener genutzt. Jedoch ermöglichen diese eine längere Kontaktzeit und eine verzögerte Wirkstofffreigabe und können helfen einen bestimmten Konzentrationsspiegel am Auge aufrechtzuerhalten. Darüber hinaus kleben die öligen Augentropfen weniger an den Lidrändern als Salben. Die wasserfreie Zubereitung ermöglicht zudem oxidationsempfindliche Wirkstoffe wie zum Beispiel Alkaloide zu erhalten und damit länger haltbar zu machen. Geeignete Öle sind unter anderem Rizinusöl, Neutralöl und Olivenöl, da diese weniger dazu neigen ranzig zu werden. Eine Peroxidprobe zur Bestimmung der Peroxidzahl als Maß für die Unverdorbenheit sollte als Qualitätsprüfung durchgeführt werden
Augensalben/-gele
Vorteile:
- aufweichende Wirkung
- Haltbarkeit, gerade in Hinblick auf Antibiotika
- verzögerte Wirkstofffreisetzung
- weniger Verlust an Wirkstoff durch Abtransport über die Tränenkanäle
- Schutzfilmbildung

Nachteil:
- schmieriger Film der die Sicht trübt
- höhere Sensibilisierungsgefahr durch die lange Kontaktzeit

Wirkstofffreie Salben werden als Gleitmittel und gegen das Austrocknen am Auge angewendet.
Quelle Dolder, Skinner:

## Optimierung der Wirksamkeit von Augentropfen

### Pharmazeutische Technologien
Ziel einer Optimierung ist es die Kontaktzeit zu verlängern und weniger Wirkstoff durch den Abtransport über die Tränenkanäle zu verlieren. Weniger Verlust kann mit einer kleineren Tropfengröße als 0,05 ml bzw. 0,075 ml erreicht werden. Dafür können sogenannte Mikrotropfeinrichtungen verwendet werden, die das Applizieren von Tropfen mit einem Volumen von 0,01 ml ermöglichen. Längere Kontaktzeit kann außer den üblich verwendeten Viskosität erhöhenden Substanzen, durch pseudoplastische Sole und Sol-Gel-Umwandlungen erreicht werden. Ein typischer Vertreter für die Herstellung von pseudoplastischen Solen ist Hyaluronsäure. Die Viskosität dieser Substanz verändert sich durch die Scherbeanspruchung durch das Blinzeln. Im Ruhezustand weist es eine höhere Viskosität auf als nach dem Blinzeln. Sol-Gel-Umwandlungen können beispielsweise mit Celluloseacetatphthalat-Latex, welcher bei pH 4,5 flüssig und bei pH 7,4 halbfest wird, Gellan Gum, der bei einer Natriumionenkonzentration von 2,6 g/l halbfest wird oder mit Poloxamer 127, der bei höherer Temperatur als 25 °C viskoser wird.

### Applikation
Optimiert werden kann auch die Applikation von Ophthalmika. Daher ist eine gute Beratung durch den Arzt und Apotheker wichtig. Vor der Anwendung sollte die Zubereitung auf Körpertemperatur gebracht werden (Temperatur am Auge etwa 32–34 °C). Dadurch kann ein gesteigerter Tränenfluss verhindert werden. Es sollte auf ein senkrechtes Abtropfens geachtet werden, um immer konstante Tropfengrößen und damit konstante Konzentrationen applizieren zu können. Darüber hinaus besteht bei älteren Patienten die Gefahr, dass nicht viel Kraft angewendet werden kann, um eine korrekte Applikation zu erreichen. Für eine erfolgreiche Dosierung und damit Therapie, sollte der Dreifingergriff empfohlen werden. Nach der Applikation sollten die Lider für 1 bis 5 Minuten geschlossen gehalten werden. Zudem sollten die Tränenröhrchen, welche an der Nasenwurzel liegen, für die gleiche Dauer zugedrückt werden. Diese Praxis nennt sich nasolakrimale Okklusion.

## Vor- und Nachteile
Vorteile sind unter anderem eine hohe Arzneistoffkonzentration am Auge und eine gute Selektivität im Gegensatz zur systemischen Gabe.
Nachteile sind die geringe Aufnahmekapazität, mögliche Reizentwicklung nach der Applikation, eine mögliche systemische Absorption des Wirkstoffes durch die Verbindung zur Nasenschleimhaut und die lange Penetrationsdauer durch die Hornhaut bei Therapien in den Augenkammern.